# Морской царь
Морско́й царь (Царь Водяник, Поддонный царь, Заморский царь) — персонаж русских народных сказок и былин: хозяин дна морского, повелитель всех вод, владыка над подводными обитателями, владелец несметных сокровищ. Обычно он изображается царём, причём упоминается дворец, поддонная царица Водяница и толпы морских девиц, среди которых наиболее известна Чернава. Дворец Морского царя, сделанный из хрусталя, серебра, золота и драгоценных камней, помещается неопределённо: то в синем море, то на острове, то в Ильмень-озере. Когда он пляшет и развлекается — на море шторм и поднимается буря. Встречается в былинах о Садко и народных сказках, причём не только русских, но и норвежских.

## Облик царя
«Голова у царя как куча сенная». Морской царь «имеет венец из морского папоротника; разъезжает по морям в раковине везомой морскими псами: в одной у него руке весло, знак укрощения волне, в другой же острога, знак их возбуждения».
Вот как описал морского царя Михаил Ломоносов.
В недосягаемой от смертных стороне,

Между высокими кремнистыми горами,

Что мы по зрению обыкли звать мелями,

Покрытый золотым песком простерся дол:

Столпы вокруг его огромные кристаллы,

По коим обвились прекрасные кораллы.

Главы их сложены из раковин витых,

Превосходящих цвет дуги меж туч густых,

Что кажет укротясь нам громовая буря;

Помост из аспида и чистого лазуря,

Палаты из одной изсечены горы;

Верхи под чешуёй великих рыб бугры;

Уборы внутренни покров черепокожных

Бесчисленных зверей во глубине возможных,

Там трон — жемчугами усыпанный янтарь,

На нем сидит волнам седым подобный Царь.

В заливы, в океан десницу простирает,

Сапфирным скипетром водам повелевает.

Одежда царская — порфира и виссон,

Что сильные моря несут ему пред трон.— М. Ломоносов, «Петрияда»
Живёт Морской царь на дне морском, имеет жён и дочерей-красавиц. Дворец его, стеклянный или хрустальный, украшен «золотом и серебром из потонувших судов и камнем „самоцветом“, ярче солнца освещающим морское дно».
Он любит повеселиться, для чего утонувших музыкантов созывает к себе во дворец, где музыканты начинают играть, а водяной царь пляшет под их музыку.

## Народный образ
В былинах он сначала создаёт богатство Садко, а потом, когда Садко разбогател, требует его к себе в подводное царство.
Кроме былины о Садко, Морской царь играет значительную роль в сказке о Василисе Премудрой. Здесь он также хочет оставить у себя в подводном царстве героя (Ивана-царевича), но полюбившая царевича дочь морского царя, Василиса, убегает вместе с ним и спасает его от погони отца. Варианты этой популярной сказки с личностью, соответствующей русскому морскому или водяному царю, широко распространены в европейском фольклоре и на Востоке. Былинного и сказочного Морского царя следует отличать от Водяного духа, который ещё и к началу XX века занимал видное место в демонологических верованиях простонародья, особенно на севере России. Эти водяные, с одутловатым брюхом и опухшим лицом, живущие в омутах, особенно около мельниц, известные пьяницы, посещающие кабаки, играющие в кости, ворующие лошадей и коров и топящие людей, — совершенно отличны от былинного морского царя, который живёт в богатых палатах и изображается страстным любителем музыки.
Морской царь, изображаемый злым колдуном в сложной сказке о Василисе Премудрой, как и другие мотивы этой популярной сказки, мог войти в неё из бродячих сказаний. Личность, соответствующая ему и притом с аналогичным эпитетом «Морской король» (словен. Morski Kralj), известна, например, в хорутанской сказке в сборнике Валявца. Наконец, водяной царь встречается и в народных заговорах, в которых исконные народные верования сильно смешаны с литературной традицией.

## Предположение о финском влиянии
По предположению В. Ф. Миллера, на былинный образ Морского царя могли повлиять финские, усвоенные русским населением Севера, представления о морском боге Ахто или Ахти (фин. Ahti), так же как на гусляре Садко — отразиться финские сказания о дивном музыканте Вяйнямёйнене. Ахти принадлежал у языческих финнов к числу великих богов, представлялся маститым старцем с травяной бородой (фин. ukko ruohoparta), носил эпитет царя волн (фин. aaltojen kuningas) и владычествовал над водами и рыбами. Его богатства считаются неисчислимыми и состоят из больших кусков мифической драгоценности Сампо, упавшей с лодки музыканта Вяйнямёйнена к нему на дно морское. Вместе с Ахти царствует над водами его жена Велламо, добрая, щедрая хозяйка, благорасположенная к людям. Она соответствует нашей былинной царице Водянице, иногда помогающей Садко выбраться на Божий свет. Царя и царицу окружают толпы водяных дев — Велламон Нейот, то есть девы Велламо. Финский Ахти представляется, как и морской царь, любителем музыки и ценителем дивной игры Вяйнямёйнена. Как морской царь даёт богатый улов рыбы своему любимцу Садко, так бог Ахти загоняет рыбу в сети Вяйнямёйнена и, между прочим, щуку, проглотившую огонь (напоминающую былинную рыбу златое-перо).
По представлениям карел Олонецкой губернии, водяник (называвшийся ими ведэпинэ или вези-кунингуой, то есть водяной король) живёт в озере или реке во дворце. Палаты его очень роскошны и сделаны из хрусталя, такого чистого, как первый осенний лед. Под водой у него целое хозяйство: он живёт как богатый запасливый помещик, не зная ни в чём нужды, имеет даже стада коров комолых, с короткой лоснящейся шерстью и очень сытых.

## В кино
- Конёк-Горбунок
- Огонь, вода и… медные трубы
- Марья-искусница
- Три богатыря и морской царь